# Île Verte (Gironde)
Pour les articles homonymes, voir Île Verte.
L’île Verte est la plus vaste des huit îles et îlots de l'estuaire de la Gironde. D'une superficie de 790 hectares, cette langue de terre, parfois appelée Grande Île est formée de quatre îles  reliées entre elles : l’île Cazeau, l'île de Macau, l’île du Nord et l’île Verte,.
L'île est partagée administrativement entre les communes de Plassac, Villeneuve, Gauriac, Margaux-Cantenac, Bayon-sur-Gironde et Macau.
Une partie de cet ensemble insulaire s'étendant entre le Médoc et le Blayais, dans le département de la Gironde en région Nouvelle-Aquitaine, est devenue la propriété du conservatoire du littoral en 2001.
Les prairies humides qui caractérisent cet écosystème particulier sont de nature à abriter une avifaune variée.

## Historique
La formation de bancs de sable est signalée à cet endroit dès le XVIe siècle. Cependant, ce n'est qu'au XVIIIe siècle que les premières cartes marines signalent un archipel de trois îles au large des côtes médocaines. Tout comme les autres îles de l'estuaire de la Gironde, elles sont la conséquence de l'accumulation d'alluvions d'origine fluviatiles et de sables marins déposés par les marées.
L'île Verte devient la propriété du Baron de Ferussac en 1797, lequel s'en sert pour le pacage des bovins. En 1820, on commence à y cultiver du froment. Un peu moins de dix ans plus tard, on y mentionne des vergers constitués de poiriers, de pommiers et de pruniers.
En 1841, 17 personnes habitent l'île Verte.
Dès la fin du XIXe siècle, alors que les habitants permanents - appelés localement les « îlouts » - deviennent de plus en plus nombreux sur les trois îles, les premiers arpents de vigne sont plantés. La production de ces îles acquiert une certaine notoriété : elle est commercialisée sous le nom de Château-Valrose et est classée parmi les Bordeaux supérieurs. Au début du XXe siècle, alors que la population continue à croître, on relève jusqu'à 200 hectares de vignes sur les trois îles et presque 500 habitants permanents. Celles-ci sont divisées en domaines privés, les propriétaires étant représentés par des régisseurs. Plusieurs villages sont édifiés, dont le plus important, sur l'île Verte.
Dans le même temps, des digues créées par l'homme permettent d'accroître la surface de terres cultivables, provoquant la réunion des trois îles en une seule entité. On tente de diversifier les cultures, notamment en plantant des céréales. Dans la seconde moitié du XXe siècle, la surface dévolue aux vignobles est réduite, la culture du maïs devenant prépondérante. L'île bénéficie d'une politique de modernisation : des puits artésiens succèdent aux citernes, tandis qu'un câble électrique sous-marin permet d'alimenter les différents villages. 
Cependant, la crise économique pousse au départ de plus en plus d'habitants. En 1977, la fermeture de l'école de l'île Verte provoque l'abandon définitif du village.

## Curiosités
La mort du dernier habitant en 1991 permet au conservatoire du littoral d'acquérir 40 hectares de l'île afin d'y créer une réserve naturelle. L'île est considérée comme un domaine privilégié où les oiseaux migrateurs viennent faire étape lors de leur voyage entre l'Europe du Nord et l'Afrique.
Au centre de l'île, les ruines du village de l'île Verte témoignent de la vie des insulaires jusqu'à l'abandon du site en 1977. Contrairement à ce qui s'est passé sur plusieurs autres îles, les vestiges n'ont pas été démolis : le village fantôme conserve ainsi son école, son église et ses habitations, un cimetière ainsi qu'un château d'eau et la maison du régisseur.
À ce jour (2012) un investisseur privé tente, avec l'accord du Conservatoire du Littoral, de lancer un volet d'agriculture biologique afin d'attirer de nouveaux habitants sur l'île.

## Faune
L'île est un sanctuaire pour plusieurs espèces ornithologiques. On peut notamment y apercevoir des cigognes blanches, des busards des roseaux, des aigrettes garzettes ou encore des milans noirs.

## Flore
Depuis le décès du dernier insulaire, l'île est ponctuée de nombreuses friches. Parmi les espèces caractérisant la végétation de l'île, l'angélique des estuaires est considérée comme une plante particulièrement rare.

## Littérature
Durant l'entre-deux-guerres les éditions Hachette sont propriétaires du Domaine de l'île Verte, au nord de la Grande Île. Elles font du village du domaine un lieu de villégiature pour personnalités : écrivains, journalistes, aviateurs. Parmi ceux-ci on peut citer les écrivains Pierre MacOrlan, Pierre Benoît et Pierre Siré ainsi que l'aviateur Michel Détroyat.
La Grande Île est par ailleurs le sujet de quelques œuvres littéraires:
- L'île Verte, roman de l'académicien Pierre Benoît[12] (1886-1962), paru en 1932 à Paris chez Albin Michel ;
- Le fleuve impassible, roman de l'avocat et bâtonnier de Bordeaux Pierre Siré (1900-1982), paru en 1980[13], à Paris, chez Julliard;
- L'assiette, pièce de théâtre, seul-en-scène du comédien et écrivain bordelais Hubert Chaperon[14], mise en scène en 2012[15] pour la première fois.